# Destroy Lonely
Bobby Wardell Sandimanie III (Atlanta, 30 juli 2001), professioneel bekend als Destroy Lonely, is een Amerikaans rapper, zanger en songwriter. Hij is aangesloten bij het Opium-label van Playboi Carti en werkt veel samen met labelgenoot Ken Carson. Zijn muziek kan worden omschreven als dynamisch en atmosferisch.

## Biografie
Sandimanie werd op 30 juli 2001 geboren in Atlanta, Georgia. Hij heeft twee jongere zusjes en een oudere broer, die hij zelf vooral als halfzusjes en -broer ziet. Sandimanie ziet zichzelf meer als enig kind. Hij groeide op met muziek door zijn vader, rapper I-20. Aan het einde van zijn basisschooltijd ging Sandimanie met toestemming van zijn moeder, een voormalig lerares, thuisonderwijs volgen. Twee jaar later ging hij weer terug naar school, waar hij de drug Xanax ging gebruiken. Dat vernietigde hem, zo stelde hij zelf, en daar komt het deel 'Destroy' in zijn artiestennaam vandaan. Het andere deel, 'Lonely', komt voort uit het gevoel van eenzaamheid dat Sandimanie tijdens zijn puberteit ervaarde.
Gedurende zijn schooltijd was Sandimanie sterk in schrijven. Vanaf zijn veertiende begon hij met het maken van muziek in een studio bij hem op school. Daar ontmoette hij twee van zijn beste vrienden, Texaco en Nezzus, die het merendeel van Sandimanie's eerste werk zouden produceren. Samen met Nezzus nam Sandimanie zijn eerste project op, getiteld NezzusDestroyed, dat in 2018 werd uitgebracht. In 2019 vergaarde Sandimanie voor het eerst echt bekendheid met de single "Bane". In hetzelfde jaar bracht Sandimanie zijn tweede mixtape uit, getiteld Darkhorse. Een jaar later volgde de derde mixtape, </3, wat wordt uitgesproken als 'Broken Hearts'. Een maand later volgde met </3² de deluxe-uitgave.
Na de release van </3, de bekendheid die Sandimanie vergaarde met "Bane" en het uitbrengen van zijn videoclip voor het nummer "Oh Yeah" in december 2020 werd hij opgemerkt door Playboi Carti. Begin 2021 tekende Sandimanie bij Carti's Opium-label. In april dat jaar verscheen hij in de videoclip van Carti's single "Sky". Een jaar later leverde hij een bijdrage aan X, het tweede album van labelgenoot Ken Carson. In augustus 2022 bracht Sandimanie zijn eerste project uit onder Opium, de mixtape NO STYLIST, met een bijdrage van Carson. De mixtape bereikte de 91e plek in de Billboard 200. In november 2022 bracht hij de deluxe-versie van NO STYLIST, NS+ (Ultra), uit. Ultra is vernoemd naar Sandimanie's kat en bevatte vijf extra nummers.
In februari 2023 kondigde Sandimanie zijn debuutalbum aan. "My album comes out in April...", berichtte hij via Tumblr. Begin maart bracht Sandimanie zijn single "if looks could kill" uit, wat de lead single van zijn debuutalbum zou moeten worden. Later die maand later gaf Sandimanie voor het eerst een optreden in Nederland. In het kader van de No Stylist Tour stond hij in de Melkweg. Op 5 mei 2023 bracht Sandimanie zijn debuutalbum uit, net als de lead single getiteld If Looks Could Kill. Het album bestond uit 25 singles en een bonustrack met Ken Carson. Op de cd- en vinyluitgave stonden nog twee extra singles. Verder bracht Sandimanie een korte film uit met het album, getiteld "Look Killa". If Looks Could Kill bereikte de 18e plaats in de Billboard 200.
In juli 2023 stond Sandimanie op de main stage van Rolling Loud in Rotterdam Ahoy. In september dat jaar bracht hij de deluxe-editie van If Looks Could Kill uit, getiteld If Looks Could Kill (Director's Cut). De deluxe-versie bevatte zes nieuwe nummers. Een maand later leverde Sandimanie een bijdrage aan drie nummers op Carsons album A Great Chaos. Eind 2023 zou Sandimanie samen met labelgenoten Carti, Carson en Homixide Gang op tour gaan door Noord-Amerika en Europa, maar deze Antagonist Tour werd later uitgesteld tot 2024.Sandimanie was ook een van de headliners op de Forever Tour van 2025.